# Erzbischof

Wappen eines römisch-katholischen Erzbischofs: erkennbar am grünen Bischofshut (galero) mit zwanzig seitlich herabhängenden gleichfarbigen Quasten (fiochi) sowie am hinter dem Wappenschild aufgerichteten doppeltes Vortragekreuz. Das Pallium weist darauf hin, dass dieser Erzbischof auch ein Metropolit ist.

Der Titel Erzbischof (Erz- von altgriechisch ἀρχή arché ‚Anfang‘, ‚Führung‘, in der abgeleiteten Bedeutung „Ober-“, und Bischof von ἐπίσκοπος epískopos ‚Aufseher‘) wird von Bischöfen mit besonderer Amtsstellung getragen. Welcher Bischof den Titel tragen darf, ist von Kirche zu Kirche unterschiedlich geregelt. Folgende Fälle lassen sich in der römisch-katholischen Kirche unterscheiden:
- Amtstitel eines Metropoliten, der eine Kirchenprovinz leitet
- Bischof, der einer Erzdiözese, nicht aber einer Kirchenprovinz vorsteht
- Bischof, dem der Ehrentitel vom Papst verliehen wurde

Nach deutschem Protokoll werden Bischöfe und Erzbischöfe mit der Anrede „Eure Exzellenz“ angesprochen.

## Historischer Ursprung
Im dritten und vierten Jahrhundert bildeten sich allmählich Verbände von Diözesen heraus, deren Oberhaupt meist als Metropolit bezeichnet wurde, weil er im Regelfall der Bischof der Hauptstadt (Metropole) einer römischen Provinz war (eine Ausnahme von dieser Form existierte beispielsweise in der Provinz Africa). Das Erste Konzil von Nizäa erwähnt, dass auch diese Verbände nochmals zu entsprechenden Jurisdiktionsgebieten zusammengefasst waren, nämlich Alexandria, Antiochien, Konstantinopel und Rom. Zusammen mit Jerusalem wurden diese Großkirchen im 5. Jahrhundert als Patriarchate bezeichnet. Für den Bischof von Alexandrien ist im 4. Jahrhundert erstmals die Bezeichnung Erzbischof (ἀρχιεπίσκοπος) überliefert. Erzbischof ist demnach ein Titel, keine Amtsbezeichnung – das wäre Metropolit. Mit der Zeit wurde der Titel von immer mehr Bischöfen getragen, während die bischöflichen Oberhäupter der genannten kirchlichen Großräume als Patriarchen bezeichnet wurden. In den Kirchen mit byzantinischer Tradition gibt es immer noch Erzbischöfe, die Oberhäupter autokephaler – also unabhängiger selbstständiger – Kirchen sind.
Vorrecht der Metropoliten bzw. Erzbischöfe war stets das Einberufungsrecht für Provinzialsynoden, also Bischofsversammlungen in seinem Amtsbezirk, außerdem die Bestätigung, bisweilen auch Einsetzung seiner Suffraganbischöfe. Zu keiner Zeit besaßen die Metropoliten das Recht, in die ihrem Verband angehörenden Bistümer hineinzuregieren.
Das Verständnis des Titels und seine rechtliche Ausgestaltung entwickelte sich im Osten und Westen unterschiedlich. Seit karolingischer Zeit wurden im Westen auch besonders angesehene Bischöfe, die nicht Metropolit waren, zum Erzbischof ernannt, teils wegen der Bedeutung ihrer Diözese, teils weil sie ein besonderes Amt, etwa das eines Legaten oder Nuntius, einnahmen.
Erzbischöfe, die Metropoliten sind, tragen in der Römisch-katholischen Kirche das Pallium als Zeichen der Teilhabe an der Hirtengewalt des Papstes. In den Ostkirchen wird das dem Pallium entsprechende liturgische Kleidungsstück (Omophorion) von allen Bischöfen getragen.

## Arten

### Erzbischöfe in der römisch-katholischen Kirche

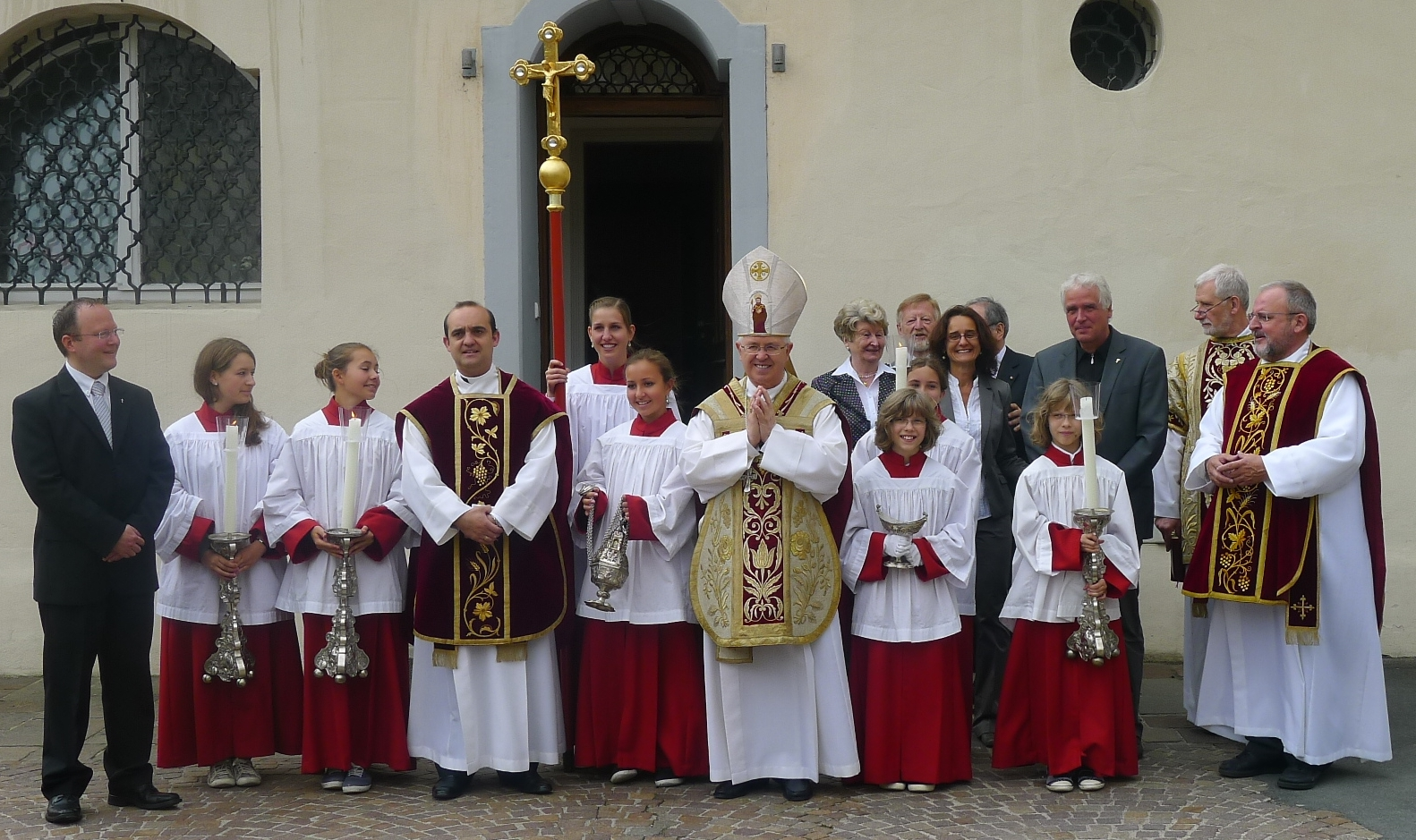
Erzbischof Julián Barrio Barrio bei einem Besuch in Biberach/Riß am Jakobsweg

Den Titel Erzbischof tragen in der römisch-katholischen Kirche:
- Der Metropolit als residierender Bischof des Metropolitansitzes (435  CIC).
- Der residierende Bischof einer Erzdiözese, die nicht Metropolitansitz ist. Aus historischen Gründen kann es Kirchenprovinzen mit mehreren Erzdiözesen geben (etwa die Kirchenprovinz Pesaro mit den Erzdiözesen Pesaro und Urbino). Die dort residierenden Bischöfe tragen jeweils den Titel Erzbischof, doch nur einer von ihnen ist auch Metropolit. Daneben gibt es Erzdiözesen wie Luxemburg, Straßburg oder Vaduz, die keiner Kirchenprovinz angehören, sondern direkt dem Apostolischen Stuhl unterstellt sind (immediate Diözesen). Auch deren Bischöfe tragen den Titel Erzbischof, sind aber keine Metropoliten.
- Titularbischöfe auf einer Titulardiözese mit erzbischöflichem Rang. Hierzu gehören vor allem Kurienbeamte wie die Sekretäre der Kongregationen und die Nuntien.
- Vereinzelt bekommen Bischöfe den persönlichen Titel Erzbischof ad personam verliehen, zum Beispiel verdiente Diözesanbischöfe im Ruhestand. Auch Titularerzbischöfe, die Bischof einer Diözese werden, behalten den persönlichen Erzbischofs-Titel, die Diözese bleibt weiterhin Bischofssitz ohne erzbischöfliche Würde. Johannes Dyba beispielsweise war als päpstlicher Diplomat Titularerzbischof und behielt nach seiner Ernennung zum Bischof von Fulda den persönlichen Titel Erzbischof.[4]

Titularbischöfe bekommen keinen persönlichen Erzbischofs-Titel verliehen, sondern werden in der Regel auf ein Titularerzbistum versetzt oder in Ausnahmefällen wird das Titularbistum pro hac vice zum Erzbistum erhoben.

### Altkatholische Kirche
In der altkatholischen Kirche ist der Erzbischof von Utrecht Metropolit der Alt-Katholischen Kirche der Niederlande und zugleich qua Amt Präsident der Internationalen Bischofskonferenz der Utrechter Union.

### Erzbischöfe in anderen Kirchen
In der Anglikanischen Gemeinschaft sowie in den lutherischen Kirchen von Schweden, Estland, Lettland, Finnland und Russland haben Erzbischöfe Leitungsfunktion.
In den orthodoxen Kirchen steht der Erzbischof grundsätzlich unter dem Rang eines Metropoliten. Lediglich in den griechisch-orthodoxen Kirchen ist der Erzbischof dem Metropoliten vorrangig.